# Alexander Würzner
Alexander Würzner (* 17. Dezember 1969; † 11. Dezember 2002 in Teneriffa) war ein deutscher Politiker (SPD).

## Leben und Beruf
Alexander Würzner war 1990 Vorsitzender der Berliner SPD-Jugendorganisation. Nach der Enttarnung von Ibrahim Böhme als Stasi-IM und dessen Rücktritt rückte er im Alter von 19 Jahren am 4. September 1990 als jüngstes Mitglied in die frei gewählte Volkskammer nach. Er hatte im Wahlkreis 01 (Berlin) auf Listenplatz 14 kandidiert. 1996 wurde er Inhaber des Jugendmodegeschäfts „Ausstieg“ in Berlin-Marzahn und 2002 Mitarbeiter in der Berliner Firma VIAFON.